# العلاوة (القراقرة)
العلاوة هو دُوَّار يقع بجماعة لقراقرة، إقليم سطات، جهة الدار البيضاء سطات في المملكة المغربية. ينتمي الدوّار لمشيخة القراقرة التي تضم 16 دوار. يقدر عدد سكانه بـ 694 نسمة حسب الإحصاء الرسمي للسكان والسكنى لسنة 2004.

## روابط خارجية
- البوابة الوطنية للجماعات الترابية
- المندوبية السامية للتخطيط